# Cleonymidae

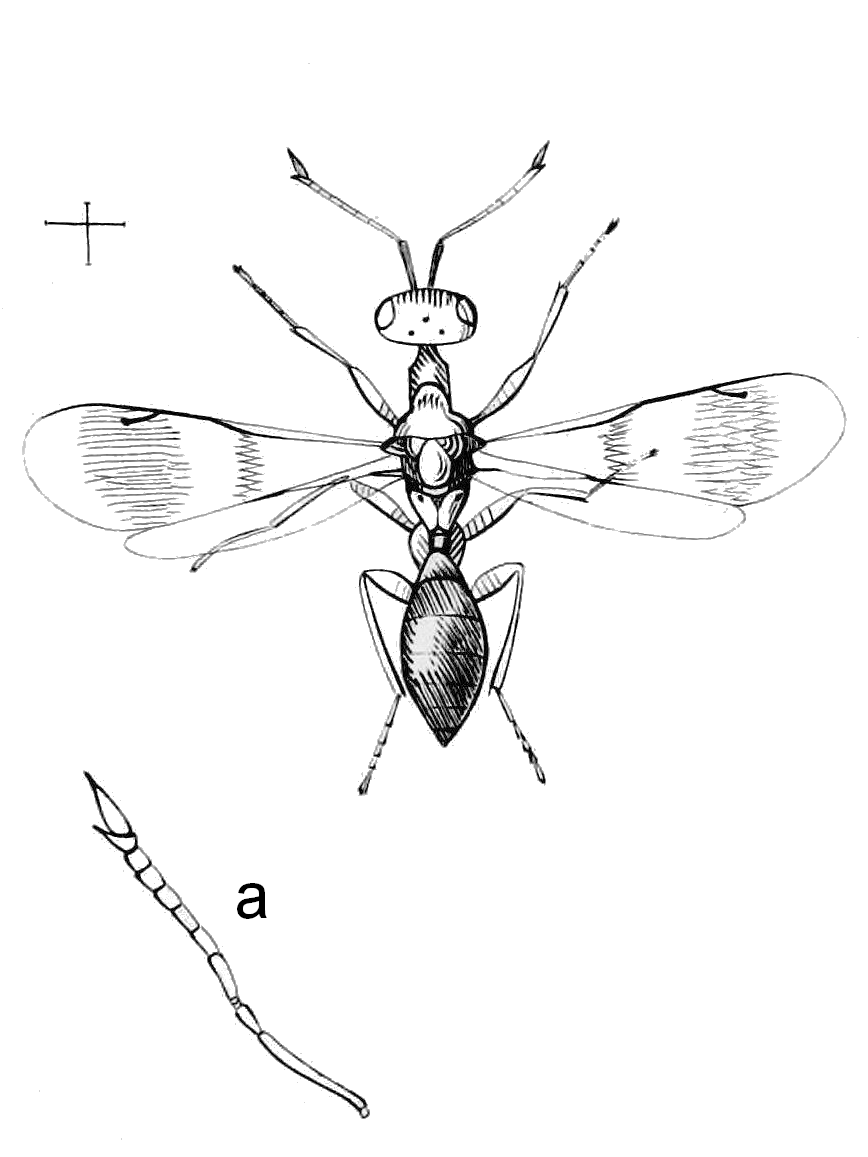
Notanisus versicolor, ниже — его усик

Cleonymidae  (лат.) — семейство паразитических наездников из надсемейства Chalcidoidea отряда перепончатокрылые насекомые. До 2022 года в статусе подсемейства Cleonyminae из семейства Pteromalidae.

## Описание
Группа малоизученная, большинство исследованных видов паразитирует на обитающих в древесине жуках (усачи, короеды), а некоторые представители используют в качестве хозяев перепончатокрылых насекомых (Sphecidae, Megachilidae, Eumenidae). Морфологически гетерогенная группа, предположительно, родственная к семейству Eupelmidae (хотя, самки этих двух групп отличаются, но самцы обладают большим сходством). Переднеспинка удлинённая. Клипеус сетчатый, парапсидальные борозды частичные или отсутствуют.

## Систематика
6 родов. В 2022 году в ходе реклассификации птеромалид это крупнейшее семейство хальцидоидных наездников было разделено на 24 семейства и подсемейство Cleonyminae сокращено в объёме до трибы Cleonymini и выделено в отдельное семейство Cleonymidae, а другие трибы (Lyciscini, Chalcedectini, Ooderini) выделены в другие семейства (Lyciscidae, Chalcedectidae, Ooderidae).
- Agrilocida Steffan, 1964
- Callocleonymus Masi, 1940
- Cleonymus Latreille, 1809
- Dasycleonymus Gibson, 2003
- Notanisus Walker, 1837
- Zolotarewskya Risbec, 1955

### Классификация (до 2022 года)
В старом широком таксономическом объёме Cleonyminae включало 42 рода и более 260 видов. Полифилетическая группа, в которой Cleonymini и Lyciscini монофилетичны, а Chalcedectini (Chalcedectus) наименее похожи на всех других клеонимин. Ooderini (Oodera), возможно, имеют больше родства с другими семействам хальцид, от Leucospidae до Encyrtidae. Подсемейство Cleonyminae (Cleonymini) наряду с Herbertinae, Cerocephalinae и Spalangiinae рассматривается одной из анцестральных ветвей в составе семейства Pteromalidae.
- Agamerion Haliday, 1844
- Agrilocida Steffan, 1964
- Amazonisca Hedqvist, 1959
- Boucekius Gibson, 2003
- Bruesisca Hedqvist, 1961
- Callocleonymus  Masi, 1940
- Chadwickia  Boucek, 1988
- Chalcedectus  Walker, 1852
- Chalcidiscelis  Ashmead, 1899
- Cleonymus  Latreille, 1809
  - Cleonymus longigaster
- Dasycleonymus  Gibson, 2003
- Epistenia  Westwood, 1832
- Eupelmophotismus  Girault, 1920
- Glyphotoma  Cameron, 1912
- Grooca  Sureshan & Narendran, 1997
- Hadroepistenia  Gibson, 2003
- Hedqvistia  Gibson, 2003
- Heydenia  Förster, 1856
- Heydeniopsis  Hedqvist, 1961
- Lycisca  Spinola, 1840
- Marxiana  Girault, 1932
- Mesamotura  Girault, 1925
- Neboissia  Boucek, 1988
- Neoepistenia  Hedqvist, 1959
- Nepistenia  Boucek, 1988
- Notanisus  Walker, 1837
- Oodera  Westwood, 1874
- Paralycisca  Hedqvist, 1959
- Parepistenia  Dodd, 1915
- Proglochin  Philippi, 1871
- Proshizonotus  Girault, 1928
- Protoepistenia  Gibson, 2003
- Riekisura  Boucek, 1988
- Romanisca  Hedqvist, 1959
- Scaphepistenia  Gibson, 2003
- Shedoepistenia  Gibson, 2003
- Solenura  Westwood, 1868
- Striatacanthus  Gibson, 2003
- Thaumasura  Westwood, 1868
- Urolycisca  Roman, 1920
- Westwoodiana  Girault, 1922
- Zolotarewskya  Risbec, 1955
- ?Leptogasterites